# Neil deGrasse Tyson
Neil deGrasse Tyson (n. 5 octombrie 1958, New York City, New York, SUA) este un astrofizician și specialist în comunicare științifică american, directorul Planetariului Hayden din cadrul Centrului Rose pentru Pământ și Spațiu (engleză: Rose Center for Earth and Space) din New York și cercetător asociat în cadrul Departamentului de astrofizică al Muzeului American de Istorie Naturală (engleză: American Museum of Natural History). Din anul 2006, este prezentator al programului educațional NOVA scienceNOW, găzduit de televiziunea PBS.

## Biografie
Neil deGrasse Tyson s-a născut la New York la data de 5 octombrie 1958 într-o familie catolică din Bronx. Tatăl său, Cyril deGrasse Tyson (1927–2016 a fost sociolog și consilier în resurse umane al primarului John Lindsay, de origine afro-americană, iar mama Sunchita Maria născută Feliciano, de origine portoricană, era gerontolog. A absolvit Bronx High School of Science (1972 - 1976), unde era căpitanul echipei de lupte și editor șef a Jurnalului de Știință Fizică. A fost interesat de astronomie de la o vârstă fragedă, devenind oarecum celebru în comunitatea astronomică, ținând lecturi bazate pe acest subiect încă de la vârsta de 15 ani, lucru care l-a determinat pe Carl Sagan, profesor la Universitatea Cornell, să încerce să-l aducă pe Tyson în cadrul universității

Referitor la acest subiect, Tyson declara într-un interviu din 2 noiembrie 2007: Când am aplicat la Cornell, cererea mea a venit din pasiunea pentru studierea și cercetarea Universului. Comisia de admitere a dus cererea domnului Sagan, care chiar a luat inițiativa de mă contacta. A avut influență foarte puternică asupra mea. Domnul Sagan a fost la fel de mare ca și Universul, efectiv un mentor. Cu toate acestea, Tyson a ales să meargă la Harvard, la facultatea de fizică. În primul an a făcut parte din echipa de canotaj după care s-a întors la lupte libere. A absolvit facultatea de fizică în anul 1980 după care a obținut masterul în astronomie la Universitatea Texan din Austin. În anul 1991 a obținut doctoratul în astrofizică, în cadrul Universității Columbia. De asemenea a făcut parte din programul NASA Academy Sharing Knowledge)

## Cariera

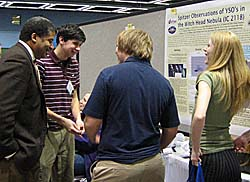
Tyson alături de studenți în 2007

Tyson a scris mai multe cărți populare în domeniul astronomiei. În 1995, a început să scrie rubrica Universul pentru revista Natural History iar în anul 2004 a prezentat miniseria Origins din cadrul programului Nova, găzduit de PBS (Public Broadcasting Service), fiind în același timp co-autor (cu Donald Goldsmith) la volumul Origins: Fourteen Billion Years Of Cosmic Evolution (Origini: 14 miliarde de ani de evoluție cosmică), care a precedat programul TV. A colaborat din nou cu Goldsmith ca narator al documentarului 400 Years of the Telescope difuzat la PBS în aprilie 2009.
În 2001, George W. Bush l-a numit pe Tyson în cadrul Comisiei pentru Viitorul Industriei Aerospațiale iar în 2004 a fost numit membru al Comisiei Prezidențiale pentru Implimentarea Politicilor Spațiale de Explorare, cunoscută și sub denumirea de comisia Luna, Marte și mai departe. La puțin timp a primit premiul NASA Distinguished Public Service Medal, cea mai mare distincție onorifică acordată de NASA unui civil.
Ca director al Planetariului Hayden, Tyson a eliminat ideea tradițională că Pluto este cea de-a noua planetă a sistemului solar. El a explicat că e nevoie să privească lucrurile comune dintre obiecte și să se oprească din doar a număra planetele, grupând astfel planetele terestre împreună, giganții de gaz împreună iar Pluto și obiectele asemănătoare împreună. Tyson a declarat la The Colbert Report, The Daily Show și BBC Horizon că această decizie a avut ca rezultat un număr mare de critici, mulți dintre ei fiind copii. În 2006, Uniunea Astronomică Internațională a confirmat clasificarea făcută de Tyson, Pluto fiind trecută în cadrul planetelor pitice.
În noiembrie 2006 a participat la simpozionul Beyond Belief: Science, Religion, Reason and Survival iar în 2007 a început colaborarea cu History Channel, în cadrul serialului The Universe. În mai 2010 a lansat un talk-show săptămânal numit Star Talk împreună cu actrița de comedie Lynne Koplitz, difuzat duminica în Los Angeles și Washington DC
Tyson a argumentat ca designul inteligent, care caracterizează fenomenele complexe din natură ca fiind create de o inteligență superioară, oprește progresul științei. A scris și a vorbit extensiv despre viziunile sale asupra religiei și spiritualității inclusiv în eseul The Perimeter of Ignorance și Holy Wars, ambele apărute în revista Natural History și simpozionul Beyond Belief. A colaborat cu biologistul evoluționist Richard Dawkins, participând împreună la discuții despre religie și știință. Întrebat dacă el crede într-o putere supranaturală inteligentă, Tyson a răspuns: În toate descrierile despre o putere inteligentă pe care le-am văzut, din toate religiile, am văzut și multe referiri cu privire la benevolența acelei puteri. Când mă uit la Univers și la toate căile prin care încearcă să ne ucidă, îmi vine greu să reconciliez aceste lucruri cu referirile la binefacere.

## Premii și distincții

### Premii
- 2001 Medalia de excelență, Universitatea Columbia, New York City;
- 2004 NASA Distinguished Public Service Medal;
- 2007 Câștigătorul Premiului Memorial Klopsteg
- 2009 Premiul Douglas S. Morrow[17]
- 2009 Premiul Isaac Asimov de la  Asociația Umanistă Americană[28]

### Doctor honoris causa
- 1997 City University of New York
- 2000 Ramapo College, Mahwah, New Jersey
- 2000 Dominican College, Orangeburg, New York
- 2001 University of Richmond, Richmond, Virginia
- 2002 Bloomfield College, Bloomfield, New Jersey
- 2003 Northeastern University, Boston, Massachusetts
- 2004 College of Staten Island
- 2006 Pace University, New York City
- 2007 Williams College, Williamstown, Massachusetts
- 2008 University of Pennsylvania, Philadelphia, Pennsylvania
- 2010 University of Alabama in Huntsville, Huntsville, Alabama
- 2010 Rensselaer Polytechnic Institute, Troy, New York
- 2010 Eastern Connecticut State University, Willimantic, Connecticut

### Distincții
- 2000 Sexiest Astrophysicist Alive, People Magazine
- 2001 Asteroidul 1994KA a fost numit 13123 Tyson de către Uniunea Astronomică Internațională.
- 2004  A fost numit printre cei mai importanți 50 afro-americani în știință.[29]
- 2007 Harvard 100: Most Influential Harvard Alumni Magazine.
- 2007 Time Magazine l-a numit printre cele mai importante 100 personalități ale lumii.[30]
- 2008 Revista Discover Magazine l-a numit printre cele mai Bune 40 de minți din știință.[31]

## Cărți publicate
Cărți publicate:
- Astrophysics for People in a Hurry (2017) ISBN 0-393-60939-4
- Welcome to the Universe: An Astrophysical Tour (2016) ISBN 0-691-15724-3

- The Pluto Files: The Rise and Fall of America's Favorite Planet (2009) ISBN 0-393-06520-0
- Death by Black Hole: And Other Cosmic Quandaries (2007) ISBN 0-393-33016-8
- The Sky Is Not the Limit: Adventures of an Urban Astrophysicist (1st ed. 2000 / 2nd ed. 2004) ISBN 978-1-59102-188-9
- Origins: Fourteen Billion Years of Cosmic Evolution (co-authored with Donald Goldsmith) (2004) ISBN 0-393-32758-2
- My Favorite Universe (A twelve part lecture series) (2003) ISBN 1-56585-663-5
- City of Stars: A New Yorker's Guide to the Cosmos (2002)
- Cosmic Horizons: Astronomy at the Cutting Edge (2000) ISBN 1565846029
- One Universe: At Home in the Cosmos (2000) ISBN 0-309-06488-0
- Just Visiting This Planet (1998) ISBN 0-385-48837-8
- Universe Down to Earth (1994)
- Merlin's Tour of the Universe (1989)